# Гросварасдорф
Гросварасдорф (нем. Großwarasdorf, хорв. Veliki Borištof) — коммуна в Австрии, в федеральной земле Бургенланд. Входит в состав округа Оберпуллендорф. С 13 июля 2000 года официально имеет два названия — Гросварасдорф и Veliki Borištof.
Население составляет 1409 человек (на 1 января 2016 года). Около 80 % населения составляют градищанские хорваты. В поселке имеются двуязычные начальная и средняя школы.

## География
Коммуна включает в себя следующие населенные пункты:
| Название       | Население (1 января 2015 год) |
| -------------- | ----------------------------- |
| Гросварасдорф  | 546                           |
| Кляйнварасдорф | 432                           |
| Неберсдорф     | 352                           |
| Лагенталь      | 86                            |

Коммуна представляет собой кадастровый квартал из Гросварасдорфа, Кляйнварасдорфа и Неберсдорфа.
| Немецкое название | Венгерское название | Хорватское название |
| ----------------- | ------------------- | ------------------- |
| Großwarasdorf     | Szabadbáránd        | Veliki Borištof     |
| Kleinwarasdorf    | Borisfalva          | Mali Borištof       |
| Langental         | Langató             | Longitolj           |
| Nebersdorf        | Ligvánd             | Šuševo              |

## История

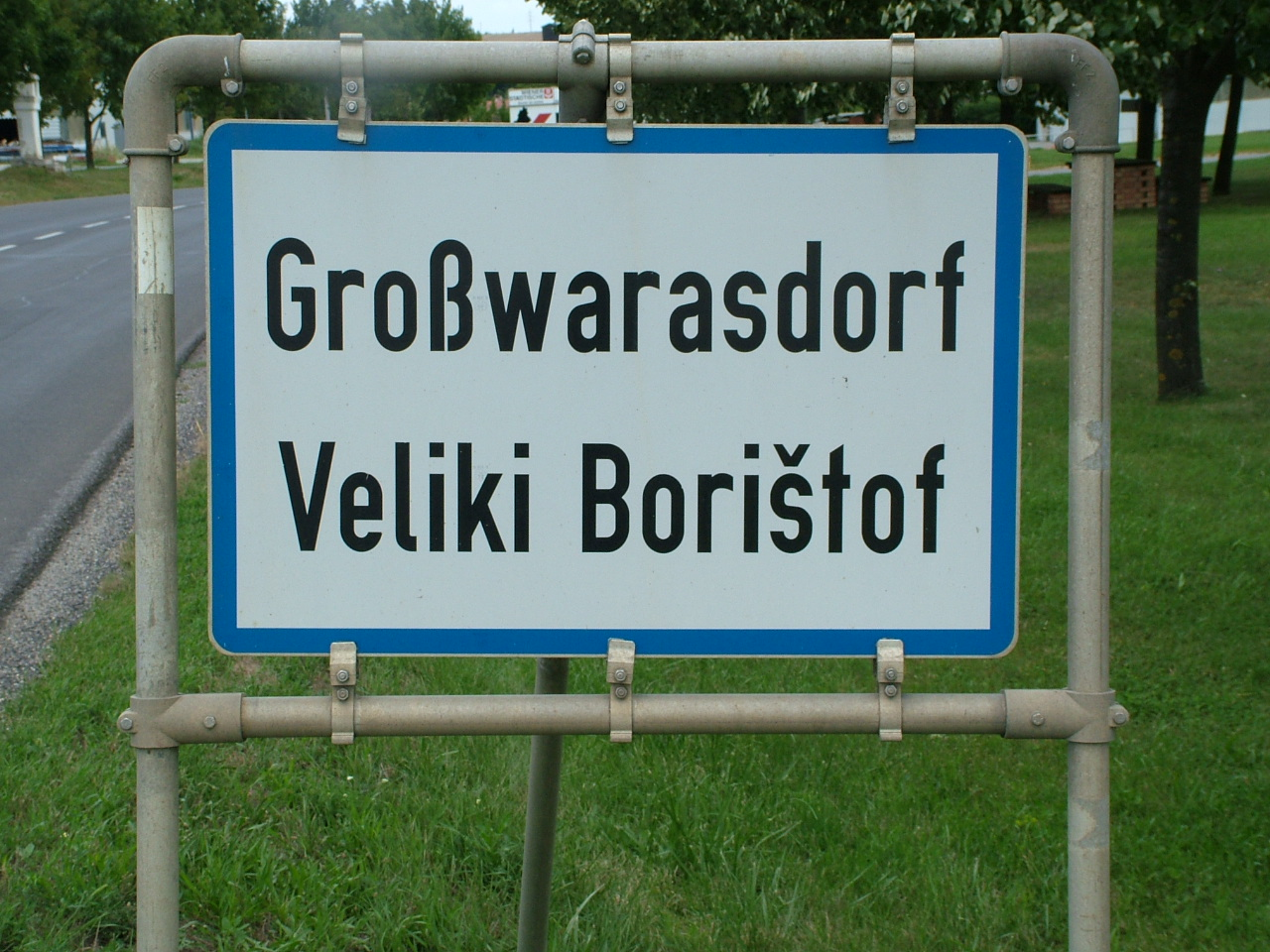
Двуязычный немецко-хорватский указатель

До нашей эры область входила в состав кельтского королевства Норик и принадлежала территории Городища замков в Шварценбах. Позже, в составе Римской империи Гросварасдорф принадлежал провинции Паннония.
С 1898 года в Гросварасдорфе, как и в остальной части Западной Венгрии (современного Бургенланда) властями Будапешта проводилась политика мадьяризации, вследствие чего община получила название Надьбаром (венг. Nagybarom). Область оставалась в составе Венгрии до 1920—1921 годов.
В 1830 году в Гросварасдорфе планировалось подразделение на округи, но жители выступили против этого. После окончания Первой мировой войны по вопросу принадлежности Германской Западной Венгрии велись долгие переговоры в Париже (нем. Pariser Vorortverträge; нем. Verträge von St. Germain und Trianon). По результатам Трианонского договора область отошла к Австрии.

## Политическая ситуация
Бургомистр коммуны — Рудольф Берлакович (АНП) по результатам выборов 2012 года.
Совет представителей коммуны (нем. Gemeinderat) состоит из 21 места:
- АНП занимает 12 мест;
- СДПА занимает 7 мест;
- Зелёные занимают 2 места.